# 決闘罪ニ関スル件
- 決鬭罪ニ關スル件
- 決闘罪ニ関スル件
- 決闘罪に関する件

決闘罪ニ関スル件（けっとうざいにかんするけん、明治22年法律第34号）は、決闘および決闘への関与の禁止に関する日本の法律である。
1889年12月30日に公布された。

## 概要
本法は全6条からなり、決闘を申し込んだ人、申し込まれた人、決闘立会人、証人、付添人、決闘場所提供者など決闘に関わった者に適用される。もっとも、構成要件及び法定刑は主体ごとに定める。
- 決闘を挑んだ者・応じた者（1条） - 6か月以上2年以下の拘禁刑
- 決闘を行った者（2条） - 2年以上5年以下の拘禁刑
- 決闘立会人・決闘の立会いを約束した者（4条1項） - 1年以下の拘禁刑
- 事情を知って決闘場所を貸与・提供した者（4条2項） - 1年以下の拘禁刑

決闘の結果、人を殺傷した、もしくは死亡・傷害に至らせた場合は決闘の罪と刑法の殺人罪・傷害致死罪・傷害罪とを比較し、重い方の刑で処罰される（3条）。例えば決闘を行った者が人を負傷させた場合は、法定刑の下限が、決闘を行う罪が拘禁刑2年、傷害罪が罰金であることから重い方の拘禁刑2年が下限となる一方、法定刑の上限については決闘を行う罪が拘禁刑5年、傷害罪が拘禁刑15年であることから、重い方の拘禁刑15年が上限となり、結果2年以上15年以下の拘禁刑となる。
また、決闘に応じないという理由で人（決闘に応じなかった者）の名誉を傷つけた者は、刑法の名誉毀損罪で処罰される（5条）。

## 決闘の定義
この法律内で使われている「決闘」について明治40年（れ）第916号、明治40年10月14日大審院第二刑事部宣告では「当事者ノ人員如何ヲ問ハス凶器ノ対等ナルト否トヲ論セス合意ニ因リ身体生命ヲ傷害スヘキ暴行ヲ以テ相闘フ行為」（原文は旧字体）と定義付けしている。
また、昭和24年（れ）第1511号、昭和26年3月16日最高裁判所第二小法廷判決は「当事者間の合意により相互に身体又は生命を害すべき暴行をもつて争闘する行為を汎称するのであつて必ずしも殺人の意思をもつて争闘することを要するものではない。」としている。
しかし、ボクシング等の格闘技の試合・スパーリングを挑んでも、実際に対戦しても「スポーツである」以上は、それが違法性阻却事由であり同罪は成立し得ない。

## 制定の経緯
この法律が規定される以前は日本法上決闘に関する統一的規定はなくヨーロッパにあっては一定の時期までは決闘は違法な行為とは扱われなかったこと、また日本における果し合いの風習などもあり決闘が犯罪と扱われないこともあった。しかし、決闘の放置は社会秩序の維持に悪影響をもたらすことから本法が制定された。
明治21年9月、雑誌『日本人』社員・松岡好一が高島炭鉱における惨状を誌上に掲載したところ犬養毅がこれを『朝野新聞』で否認したため松岡は三宅雄二郎、志賀重昂2人を介添人として決闘を犬養に申し込んだ。犬養は野蛮な遺風であるとして応じなかった。おりしも光妙寺三郎は「決闘は文明の華なり」という論説を発表し、決闘を賛美し一時世論は沸騰した。この事件に続いて決闘を挑むことが頻発し、もって法律制定の一因となったという。

## 現在の適用
明治時代の制定以来、実務上はほとんど適用の機会がなく、昭和後期・平成初期までこの法律は「過去の遺物」となっていたが、少年による果たし合い、いわゆる「タイマン」が本法の決闘に該当するとの判断がなされて以降は事態が急変した。
これにより、例えば暴行罪や傷害罪での立件が困難であるような事件を摘発又は解決する道を開く法として、その価値を見出されることとなった。検察庁の統計によると、同庁の決闘罪の受理人員数は2005年には34名を数えている。適用の多寡が各都道府県警察により異なること、また珍しい罪名であり適用される事例も少数であることから、この法令を適用して立件されたというだけでマスコミが取り上げることもある。